# 8e étape du Tour de France 2002
Pour un article plus général, voir Tour de France 2002.
La 8e étape du Tour de France 2002 a eu lieu le 14 juillet 2002 entre Saint-Martin-de-Landelles et Plouay sur une distance de 217,5 km. Elle a été remportée au sprint parmi un groupe d'échappée par le Néerlandais Karsten Kroon (Rabobank) devant son compatriote Servais Knaven (Domo-Farm Frites) et son coéquipier Erik Dekker. Igor González de Galdeano (ONCE-Eroski), arrivé presque deux minutes après au sein du peloton conserve le maillot jaune à l'issue de l'étape.

## Classement de l'étape
| \| Classement de l'étape \| Classement de l'étape \| Classement de l'étape \| Classement de l'étape \| Classement de l'étape \| \| Coureur \| Coureur \| Pays \| Équipe \| Temps \| \| --------------------- \| --------------------- \| --------------------- \| --------------------- \| --------------------- \| \| 1er \| Karsten Kroon \| Pays-Bas \| Rabobank \| 4 h 36 min 52 s \| \| 2e \| Servais Knaven \| Pays-Bas \| Domo-Farm Frites \| + 0 s \| \| 3e \| Erik Dekker \| Pays-Bas \| Rabobank \| + 0 s \| \| 4e \| Franck Renier \| France \| Bonjour \| + 0 s \| \| 5e \| Sébastien Hinault \| France \| Crédit Agricole \| + 0 s \| \| 6e \| Stéphane Augé \| France \| Jean Delatour \| + 0 s \| \| 7e \| Raivis Belohvoščiks \| Lettonie \| Lampre-Daikin \| + 0 s \| \| 8e \| Robbie McEwen \| Australie \| Lotto-Adecco \| + 1 min 55 s \| \| 9e \| Erik Zabel \| Allemagne \| Telekom \| + 1 min 55 s \| \| 10e \| Baden Cooke \| Australie \| Fdjeux.com \| + 1 min 55 s \| |                     |           |                  |                 |
| |                     |           |                  |                 |
| |                     |           |                  |                 |
| Classement de l'étape |                     |           |                  |                 |
| Coureur | Coureur             | Pays      | Équipe           | Temps           |
| 1er | Karsten Kroon       | Pays-Bas  | Rabobank         | 4 h 36 min 52 s |
| 2e | Servais Knaven      | Pays-Bas  | Domo-Farm Frites | + 0 s           |
| 3e | Erik Dekker         | Pays-Bas  | Rabobank         | + 0 s           |
| 4e | Franck Renier       | France    | Bonjour          | + 0 s           |
| 5e | Sébastien Hinault   | France    | Crédit Agricole  | + 0 s           |
| 6e | Stéphane Augé       | France    | Jean Delatour    | + 0 s           |
| 7e | Raivis Belohvoščiks | Lettonie  | Lampre-Daikin    | + 0 s           |
| 8e | Robbie McEwen       | Australie | Lotto-Adecco     | + 1 min 55 s    |
| 9e | Erik Zabel          | Allemagne | Telekom          | + 1 min 55 s    |
| 10e | Baden Cooke         | Australie | Fdjeux.com       | + 1 min 55 s    |

## Classement général
Arrivé au sein du peloton, l'Espagnol Igor González de Galdeano (ONCE-Eroski) conserve la tête du classement général de l'épreuve. Il devance toujours six de coéquipiers, Joseba Beloki et Jörg Jaksche en tête.
| \| Classement général \| Classement général \| Classement général \| Classement général \| Classement général \| \| Coureur \| Coureur \| Pays \| Équipe \| Temps \| \| ------------------ \| ------------------------- \| ------------------ \| ------------------ \| ------------------ \| \| 1er \| Igor González de Galdeano \| Espagne \| ONCE-Eroski \| 32 h 18 min 46 s \| \| 2e \| Joseba Beloki \| Espagne \| ONCE-Eroski \| + 4 s \| \| 3e \| Jörg Jaksche \| Allemagne \| ONCE-Eroski \| + 12 s \| \| 4e \| Abraham Olano \| Espagne \| ONCE-Eroski \| + 22 s \| \| 5e \| Isidro Nozal \| Espagne \| ONCE-Eroski \| + 27 s \| \| 6e \| José Azevedo \| Portugal \| ONCE-Eroski \| + 28 s \| \| 7e \| Marcos Serrano \| Espagne \| ONCE-Eroski \| + 30 s \| \| 8e \| Lance Armstrong \| États-Unis \| US Postal Service \| DQ \| \| 9e \| Tyler Hamilton \| États-Unis \| CSC-Tiscali \| + 53 s \| \| 10e \| Andrea Peron \| Italie \| CSC-Tiscali \| + 53 s \| |                           |            |                   |                  |
| |                           |            |                   |                  |
| |                           |            |                   |                  |
| Classement général |                           |            |                   |                  |
| Coureur | Coureur                   | Pays       | Équipe            | Temps            |
| 1er | Igor González de Galdeano | Espagne    | ONCE-Eroski       | 32 h 18 min 46 s |
| 2e | Joseba Beloki             | Espagne    | ONCE-Eroski       | + 4 s            |
| 3e | Jörg Jaksche              | Allemagne  | ONCE-Eroski       | + 12 s           |
| 4e | Abraham Olano             | Espagne    | ONCE-Eroski       | + 22 s           |
| 5e | Isidro Nozal              | Espagne    | ONCE-Eroski       | + 27 s           |
| 6e | José Azevedo              | Portugal   | ONCE-Eroski       | + 28 s           |
| 7e | Marcos Serrano            | Espagne    | ONCE-Eroski       | + 30 s           |
| 8e | Lance Armstrong           | États-Unis | US Postal Service | DQ               |
| 9e | Tyler Hamilton            | États-Unis | CSC-Tiscali       | + 53 s           |
| 10e | Andrea Peron              | Italie     | CSC-Tiscali       | + 53 s           |

## Classements annexes
| Classement par points | Classement par points | Classement par points | Classement par points | Classement par points |
| Coureur               | Coureur               | Pays                  | Équipe                | Points                |
| --------------------- | --------------------- | --------------------- | --------------------- | --------------------- |
| 1er                   | Erik Zabel            | Allemagne             | Telekom               | 193 pts               |
| 2e                    | Robbie McEwen         | Australie             | Lotto-Adecco          | 191 pts               |
| 3e                    | Baden Cooke           | Australie             | Fdjeux.com            | 134 pts               |
| 4e                    | Stuart O'Grady        | Australie             | Crédit Agricole       | 119 pts               |
| 5e                    | Jaan Kirsipuu         | Estonie               | AG2R Prévoyance       | 110 pts               |

| Classement par points | Classement par points | Classement par points | Classement par points | Classement par points |
| Coureur               | Coureur               | Pays                  | Équipe                | Points                |
| --------------------- | --------------------- | --------------------- | --------------------- | --------------------- |
| 1er                   | Erik Zabel            | Allemagne             | Telekom               | 193 pts               |
| 2e                    | Robbie McEwen         | Australie             | Lotto-Adecco          | 191 pts               |
| 3e                    | Baden Cooke           | Australie             | Fdjeux.com            | 134 pts               |
| 4e                    | Stuart O'Grady        | Australie             | Crédit Agricole       | 119 pts               |
| 5e                    | Jaan Kirsipuu         | Estonie               | AG2R Prévoyance       | 110 pts               |

| Classement de la montagne | Classement de la montagne | Classement de la montagne | Classement de la montagne | Classement de la montagne |
| Coureur                   | Coureur                   | Pays                      | Équipe                    | Points                    |
| ------------------------- | ------------------------- | ------------------------- | ------------------------- | ------------------------- |
| 1er                       | Christophe Mengin         | France                    | Fdjeux.com                | 42 pts                    |
| 2e                        | Stéphane Bergès           | France                    | AG2R Prévoyance           | 26 pts                    |
| 3e                        | Ludo Dierckxsens          | Belgique                  | Lampre-Daikin             | 15 pts                    |
| 4e                        | Franck Renier             | France                    | Bonjour                   | 13 pts                    |
| 5e                        | Patrice Halgand           | France                    | Jean Delatour             | 12 pts                    |

| Classement de la montagne | Classement de la montagne | Classement de la montagne | Classement de la montagne | Classement de la montagne |
| Coureur                   | Coureur                   | Pays                      | Équipe                    | Points                    |
| ------------------------- | ------------------------- | ------------------------- | ------------------------- | ------------------------- |
| 1er                       | Christophe Mengin         | France                    | Fdjeux.com                | 42 pts                    |
| 2e                        | Stéphane Bergès           | France                    | AG2R Prévoyance           | 26 pts                    |
| 3e                        | Ludo Dierckxsens          | Belgique                  | Lampre-Daikin             | 15 pts                    |
| 4e                        | Franck Renier             | France                    | Bonjour                   | 13 pts                    |
| 5e                        | Patrice Halgand           | France                    | Jean Delatour             | 12 pts                    |

| Classement du meilleur jeune | Classement du meilleur jeune | Classement du meilleur jeune | Classement du meilleur jeune    | Classement du meilleur jeune |
| Coureur                      | Coureur                      | Pays                         | Équipe                          | Temps                        |
| ---------------------------- | ---------------------------- | ---------------------------- | ------------------------------- | ---------------------------- |
| 1er                          | Isidro Nozal                 | Espagne                      | ONCE-Eroski                     | 32 h 19 min 13 s             |
| 2e                           | David Millar                 | Royaume-Uni                  | Cofidis-Le Crédit par Téléphone | + 1 min 13 s                 |
| 3e                           | Ivan Basso                   | Italie                       | Fassa Bortolo                   | + 1 min 14 s                 |
| 4e                           | Denis Menchov                | Russie                       | iBanesto.com                    | + 2 min 01 s                 |
| 5e                           | Santiago Pérez               | Espagne                      | Kelme-Costa Blanca              | + 2 min 24 s                 |

| Classement du meilleur jeune | Classement du meilleur jeune | Classement du meilleur jeune | Classement du meilleur jeune    | Classement du meilleur jeune |
| Coureur                      | Coureur                      | Pays                         | Équipe                          | Temps                        |
| ---------------------------- | ---------------------------- | ---------------------------- | ------------------------------- | ---------------------------- |
| 1er                          | Isidro Nozal                 | Espagne                      | ONCE-Eroski                     | 32 h 19 min 13 s             |
| 2e                           | David Millar                 | Royaume-Uni                  | Cofidis-Le Crédit par Téléphone | + 1 min 13 s                 |
| 3e                           | Ivan Basso                   | Italie                       | Fassa Bortolo                   | + 1 min 14 s                 |
| 4e                           | Denis Menchov                | Russie                       | iBanesto.com                    | + 2 min 01 s                 |
| 5e                           | Santiago Pérez               | Espagne                      | Kelme-Costa Blanca              | + 2 min 24 s                 |

| Classement par équipes | Classement par équipes | Classement par équipes | Classement par équipes |
| Équipe                 | Équipe                 | Pays                   | Temps                  |
| ---------------------- | ---------------------- | ---------------------- | ---------------------- |
| 1re                    | ONCE-Eroski            | Espagne                | 96 h 56 min 34 s       |
| 2e                     | CSC-Tiscali            | Danemark               | + 1 min 36 s           |
| 3e                     | US Postal Service      | États-Unis             | + 2 min 31 s           |
| 4e                     | Rabobank               | Pays-Bas               | + 3 min 17 s           |
| 5e                     | Fassa Bortolo          | Italie                 | + 4 min 53 s           |

| Classement par équipes | Classement par équipes | Classement par équipes | Classement par équipes |
| Équipe                 | Équipe                 | Pays                   | Temps                  |
| ---------------------- | ---------------------- | ---------------------- | ---------------------- |
| 1re                    | ONCE-Eroski            | Espagne                | 96 h 56 min 34 s       |
| 2e                     | CSC-Tiscali            | Danemark               | + 1 min 36 s           |
| 3e                     | US Postal Service      | États-Unis             | + 2 min 31 s           |
| 4e                     | Rabobank               | Pays-Bas               | + 3 min 17 s           |
| 5e                     | Fassa Bortolo          | Italie                 | + 4 min 53 s           |